# 布里奇沃特 (马萨诸塞州)
布里奇沃特（Bridgewater）是美国马萨诸塞州普利茅斯县的一个城市。2020年美国人口普查时，人口为28633人。布里奇沃特位于波士顿以南约25英里（40公里），罗德岛州普罗维登斯以东约35英里。

## 历史
1645年，54名业主从印第安人那里购买了该地区，并将其作为德克斯布里的一部分建立起来，其中大多数人没有在那里定居。布里奇沃特于1656年6月3日从普利茅斯殖民地的德克斯布里建立为一个镇区。在1685年各县成立时，该镇位于普利茅斯县。在1686年到1689年期间，有一段时间是新英格兰自治领的一部分。1662年至1798年，小镇通过吞并而扩张，1846年，布里奇沃特镇正式成立。直到1691年，布里奇沃特仍在普利茅斯县，直到“殖民地”与马萨诸塞湾殖民地合并成为马萨诸塞州联邦。

## 地理
根据美国普查局的数据，布里奇沃特全市总面积28.2平方英里（73平方千米）, 其中陆地面积27.5平方英里（71平方千米），水域面积0.7平方英里（1.8平方千米），水域率2.62%。。